# Anthracoceros

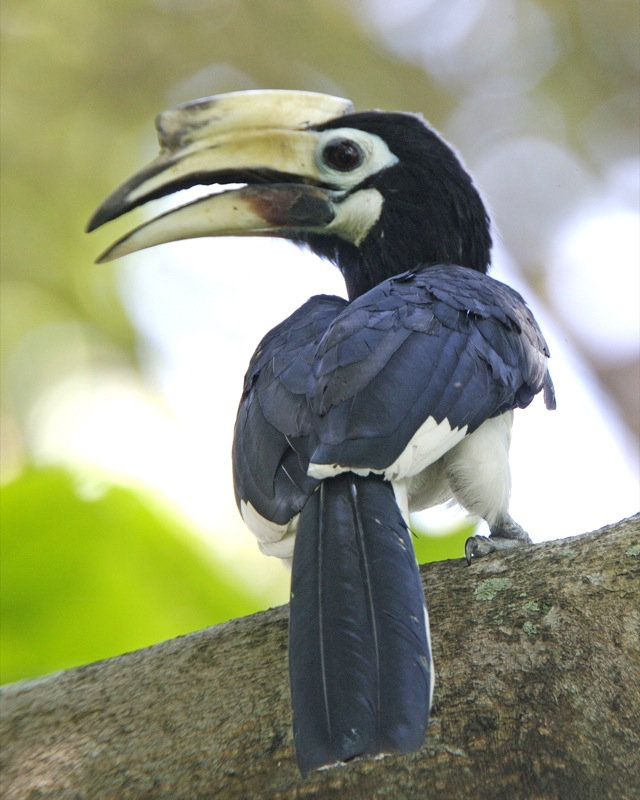
Orienthornvogel, Weibchen

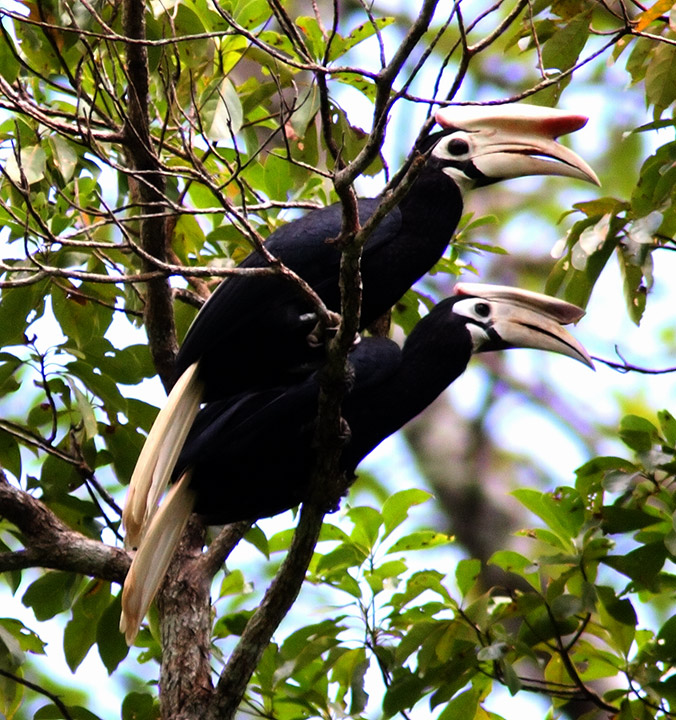
Palawanhornvögel

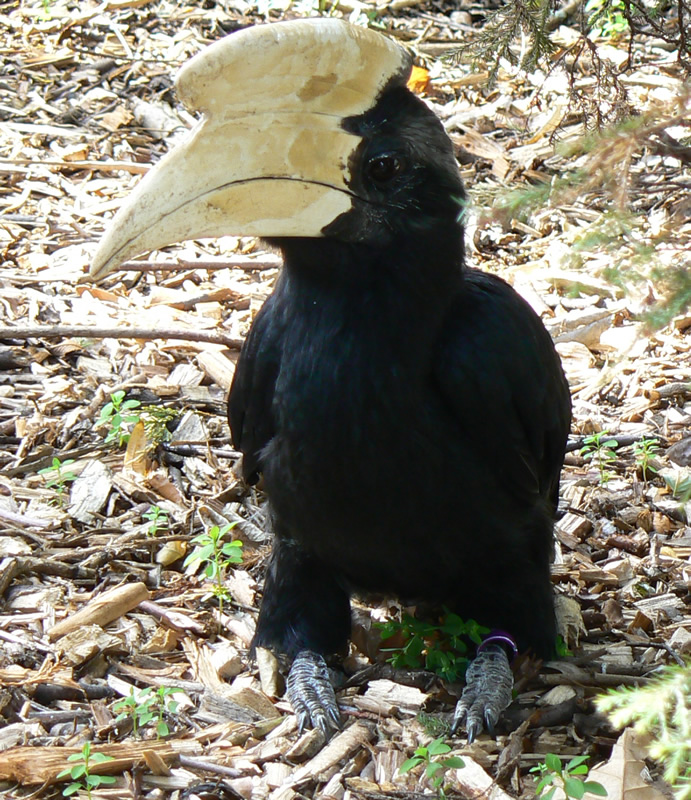
Malaienhornvogel, Männchen

Anthracocerus, auch Elsterhornvögel oder Schwarzhornvögel genannt, ist eine Gattung der Familie Nashornvögel (Bucerotidae). Die Bezeichnung Elsterhornvögel leitet sich von dem schwarzweißen Gefieder ab, das alle Arten aufweisen. Der Weißanteil ist in der Regel klein. Beim Malaien-Hornvogel begrenzt er sich beispielsweise auf einen breiten weißen Spitzenteil der äußeren Schwanzfedern, beim Palawanhornvogel ist das Körpergefieder schwarz und lediglich die Steuerfedern weiß.
Von den fünf rezenten Arten gilt nur der Orienthornvogel als ungefährdet. Malaien-Hornvogel und Malabarhornvogel stehen auf der Vorwarnstufe der IUCN, der Palawanhornvogel dagegen gilt als gefährdet (vulnerable). Der Suluhornvogel dagegen gilt sogar als vom Aussterben bedroht. Er kam ursprünglich auf drei Inseln des philippinischen Sulu-Archipels vor und ist heute vermutlich nur noch auf Tawi-Tawi mit etwa 27 geschlechtsreifen Individuen anzutreffen.

## Merkmale
Die zu der Gattung gehörenden Arten erreichen eine Körperlänge zwischen 50 und 70 Zentimeter. Alle haben einen Schnabel mit einem gut ausgebildeten horn- oder helmförmigen Aufsatz. Dieser Aufsatz endet spitz auslaufend oder abrupt vor der Schnabelspitze.
Um die Augen und an der Kehle sind Hautpartien unbefiedert. Bis auf den Suluhornvogel ist diese unbefiederte Gesichtspartie groß.
Der Geschlechtsdimorphismus ist nur gering ausgeprägt. Weibchen sind gewöhnlich etwas kleiner als die Männchen und weisen am Schnabel bei mehreren Arten eine etwas anderes Farbmuster auf oder das Horn ist etwas anders geformt. Die Gefieder beider Geschlechter unterscheiden sich nicht. Bei dem Suluhornvogel unterscheidet sich auch die Irisfarbe. Beim Palawanhornvogel ist der Geschlechtsdimorphismus besonders gering ausgeprägt: Das Weibchen unterscheidet sich vom Männchen neben der etwas geringeren Körpergröße nur durch die Farben der Augen. Eine Ausnahme von diesem Grundsatz stellt der Malaien-Hornvogel dar, wo das Weibchen einen auffällig anderen Schnabel hat.
Jungvögel ähneln den adulten Vögeln, sie haben lediglich einen weniger ausgebildeten Schnabel und Schnabelfirst.

## Verbreitung und Lebensweise
Vertreter dieser Gattung kommen von Indien bis Südchina sowie südlich über die Malaiische Halbinsel bis Borneo, Palawan und bis zum Sulu-Archipel vor. Besonders groß ist das Verbreitungsgebiet des Orienthornvogels, der in zwei Unterarten von den Vorgebirgen des indischen Himalaya über Nepal und den Süden Chinas bis nach Indonesien vorkommt. Der Palawanhornvogel zählt dagegen zu den Endemiten Palawans, einer 450 Kilometer und bis zu 40 Kilometer breiten philippinischen Inseln, die für ihren hohen Grad an Biodiversität und Endemismus bekannt ist.
Der Lebensraum sind immergrüne Primärwälder, Sekundärwälder, offene Waldgebiete und Waldränder.

## Lebensweise
Früchte spielen in der Ernährung der Anthracoceros eine große Rolle. Sie decken mit den Früchten auch ihren Flüssigkeitsbedarf und trinken nicht. Sie ergänzen dies durch tierisches Protein in Form von Insekten und kleineren Wirbeltieren. Beim sehr gut untersuchten Orienthornvogel hat man eine sehr große Bandbreite von Wirbeltieren festgestellt. Bei einem zahmen Orienthornvogel wurde beobachtet, dass er in der Lage ist, auch vorbeifliegende Schwalben und Bronzemännchen zu fangen. Orienthornvögel wurden auch schon dabei beobachtet, wie sie in flachen Teichen erfolgreich Fische fingen. Zu den weiteren Wirbeltieren, die der Orienthornvogel frisst, zählen Nestlinge verschiedener kleinerer Vogelarten, die sie zum Teil auch aus Nisthöhlen holen, daneben auch kleinere adulte Vögel sowie Fledermäuse, Eidechsen und Schlangen. Er frisst außerdem Skorpione und Schnecken, Käfer, Grillen, Kakerlaken, Motten, Schmetterlinge, Heuschrecken und Termiten.
Die Vertreter der Gattung Anthracoceros sind Höhlenbrüter, wobei das Weibchen von innen und das Männchen von außen den Nischenhöhleneingang sofort nach dem Ablegen der Eier mit Lehm, Erde und dem eigenen Kot zumauern. Nur ein kleiner Schlitz bleibt erhalten, durch den das Weibchen und die Jungen vom Männchen mit Futter versorgt werden. Das Gelege umfasst zwischen einem und vier Eiern, die in einem Abstand von mindestens zwei Tagen gelegt werden. Die Brutdauer beträgt 25 bis 30 Tage, die Nestlingsdauer liegt zwischen 49 und 63 Tagen.
Das Weibchen durchläuft in der Bruthöhle die Mauser.

## Arten
- Malabarhornvogel (Anthracoceros coronatus)
- Malaien-Hornvogel (Anthracoceros malayanus)
- Palawanhornvogel (Anthracoceros marchei)
- Orienthornvogel (Anthracoceros albirostris)
- Suluhornvogel (Anthracoceros montani)
- Anthracoceros convexus
- Anthracoceros malabaricus

## Einzelbelege
1. 1 2  Kemp: The Hornbills - Bucerotiformes. S. 170.
2. ↑   Anthracoceros albirostris in der Roten Liste gefährdeter Arten der IUCN 2012. Eingestellt von: BirdLife International, 2012. Abgerufen am 23. Oktober 2016.
3. ↑   Anthracoceros coronatus in der Roten Liste gefährdeter Arten der IUCN 2012. Eingestellt von: BirdLife International, 2012. Abgerufen am 23. Oktober 2016.
4. ↑   Anthracoceros marchei in der Roten Liste gefährdeter Arten der IUCN 2012. Eingestellt von: BirdLife International, 2012. Abgerufen am 29. Oktober 2016.
5. ↑   Anthracoceros montani in der Roten Liste gefährdeter Arten der IUCN 2013. Eingestellt von: BirdLife International, 2013. Abgerufen am 29. Oktober 2016.
6. 1 2  Kemp: The Hornbills - Bucerotiformes. S. 159.
7. ↑   W. Grummt, H. Strehlow (Hrsg.): Zootierhaltung Vögel. S. 541.
8. ↑  Kemp: The Hornbills - Bucerotiformes. S. 168.
9. ↑  Kemp: The Hornbills - Bucerotiformes. S. 167.
10. ↑   W. Grummt, H. Strehlow (Hrsg.): Zootierhaltung Vögel. S. 541.